# Josef Opluštil
Josef Opluštil (31. března 1908 Královské Vinohrady – ??) byl český spisovatel a novinář, kolaborující s nacisty. Je znám jako autor rozhlasového skeče Hvězdy nad Baltimorem, který byl jednou z příčin poválečného odsouzení Vlasty Buriana.

## Život
Narodil se v rodině poštovního oficiála Josefa Opluštila (*1863) a jeho manželky Karoliny, rozené Vlkové (*1875). V Praze vychodil obecnou školu (pět tříd), povinnou docházku a gymnázium absolvoval v Ústí nad Labem.
Za první republiky se živil příležitostně; uvádí se, že až práce redaktora v časopise Zájmy poštovních a telegrafních zřízenců se v roce 1936 stala jeho prvním stálým zaměstnáním. V období Protektorátu pracoval jako redaktor kolaborantských periodik a pro Český rozhlas, kde byl též autorem pronacistických pořadů.
V únoru 1948 byl u krajského soudu v Praze souzen pro propagaci nacismu a udavačství. Byl odsouzen k 7 letům těžkého žaláře. V dubnu 1948 navýšil mimořádný lidový soud v Praze tento trest na 16 let. Propuštěn z vězení byl v roce 1955.
Uvádí se, že později spolupracoval s StB, ale o jeho dalším životě nejsou známy údaje. Stejně tak není známé místo a datum Opluštilova úmrtí.

### Rodinný život
Dostatečné informace nejsou ani o soukromém životě. Podle pražského adresáře z roku 1937 byl ženat (manželka Anna) a bydlel v tehdejší Praze XII, Slezské ulici. Jako povolání uvedl spisovatel. Některé zdroje uvádějí, že v době uvěznění měl dva nezaopatřené nezletilé syny.

## Dílo

### První republika
V době mezi světovými válkami byl Opluštil autorem několika frašek. (Příjmení spoluautorů jsou uváděna Fialka, Konvalinka a Sladovník.) Hry provozovala zpravidla menší a regionální divadla. Pokud si jich tisk povšiml, charakterizoval je obvykle jako dílka bez velké hodnoty, jejichž cílem bylo pouze pobavit.

### Za německé okupace

#### ČasopisNástup červenobílých
Dne 21. října 1939 vyšlo první číslo protivlajkařského, antibenešovského a antisemitského týdeníku Nástup červenobílých; Josef Opluštil byl uváděn jako jeho odpovědný redaktor, majitel a vydavatel. Do časopisu přispíval až do jeho zániku 31. srpna 1940. Od listopadu 1941 byl zaměstnán jako pomocný referent v Českém rozhlase, zodpovědný za přípravu politických skečů; o toto místo přišel v rámci reorganizace v březnu 1942. Dál pokračoval v psaní rozhlasových skečů na volné noze.

#### Rozhlasové skeče (Hvězdy nad Baltimore)
Známým se stal Josef Opluštil především rozhlasovým skečem Hvězdy nad Baltimore (smazáno v roce 1945, zachovala se pouze úvodní část). Vystoupil v něm Vlasta Burian a toto vystoupení bylo jedním z bodů jeho poválečné obhajoby, která ho vinila z kolaborace s nacisty.
Nejednalo se však o první ani jediný rozhlasový pořad tohoto typu. Český rozhlas vysílal Opluštilovy skeče od listopadu 1941 až do dubna 1945. Od podzimu 1941 do léta 1942 byl každý týden vysílán nový, často s reprízou. Josef Opluštil byl autorem většiny z nich, celkový počet se blížil ke stovce. Např. dne 30. prosince 1941 oznámil tisk odvysílání Opluštilova skeče Velká konference, kde vystoupil Čeněk Šlégl. O den později byl na programu pořad Jeli tudy komedianti, který napadal Benešův režim. V něm Čeňka Šlégla doplnil Jára Kohout. V sobotu 6. prosince 1941 přišel na řadu skeč Hvězdy nad Baltimore, jediný, ve kterém Vlasta Burian účinkoval. Jako umělce účinkující v připravovaných scénkách oznámil tisk Ference Futuristu a Frantu Paula. Hvězdy nad Baltimore byly reprízovány ještě 4. ledna 1942 a 9. ledna 1942.

#### ČasopisEjhle
Od roku 1944 pracoval Opluštil pro propagandistický humoristický časopis Ejhle, jehož vznik iniciovaly německé okupační orgány. Byl autorem seriálu o Pepíčkovi, přihlouplém chlapci z vesnice Počerapice, který se v Praze stal reportérem. Cílem ilustrovaného seriálu bylo zesměšňovat šeptandu, která sílila s blížícím se koncem války. Tyto glosy vycházely až do 15. dubna 1945, kdy Opluštilův Pepíček komentoval zasedání československé vlády v Košicích 4. dubna: „Ale jinak to náš pan Beneš rozdělil úplně spravedlivě a nezištně. Zatímco oni budou dělat ministry, tak my zas máme dělat partyzány.“

### Knižní vydání frašek
- Děda na štaflu aneb Čudla v taloně (Fraška o 1 díle, o 3 plnovousech a jedné vepřové měchuřině; V Praze, Evžen J. Rosendorf, 1931
- Pan Datel na semaforu (Edison na semaforu) (Fraška o 3 jednáních; Praha, Evžen J. Rosendorf, 1931)
- Dva četníci na štrozoku (Bodlo ve fofru) (Jednoaktová fraška; V Praze, Fr. Švejda, 1932)
- Fakíři pod stolem (Fraška o 1 díle; V Praze, Evžen J. Rosendorf, 1932)
- Nešťourejte do Pumlaize (Dědeček náhradník) (Sensační povedená taškařice se šprýmovným zakončením (čti happy endem) a s podařenou pointou, se zřetelem na současnou situaci na dálném východě potažmo i západě, o 3 dějstvích; V Praze, Evžen J. Rosendorf, 1932
- Tajemný hrad Šprlovec (Hrad na splátky) (Fraška o 6 obrazech a 5 dekoracích; V Praze, Evžen J. Rosendorf, 1932)
- Pán s padákem (letecká fraška o 3 dějstvích a; V Praze, Evžen J. Rosendorf, 1937)

## Josef Opluštil v televizním seriálu
Postava Josefa Opluštila se objevila ve dvou dílech televizního seriálu Bohéma (1. díl Snad to nebude tak hrozné, 2. díl Past na svědomí), kde ho představoval Martin Finger.